# Yxtjärnen, Västerbotten
Yxtjärnen är en sjö i Norsjö kommun i Västerbotten och ingår i Bureälvens huvudavrinningsområde.